# Comuna Zamlîci, Lokaci
Zamlîci (în ucraineană Замличі) este o comună în raionul Lokaci, regiunea Volînia, Ucraina, formată din satele Bermeșiv, Zalujne și Zamlîci (reședința).

## Demografie
Componența lingvistică a satului Zamlîci
     Ucraineană (98,46%)
     Alte limbi (0,64%)
Conform recensământului din 2001, majoritatea populației satului Zamlîci era vorbitoare de ucraineană (98,46%), existând în minoritate și vorbitori de alte limbi.